# Приключения Модести Блэйз
«Приключения Модести Блэйз» (англ. My Name Is Modesty: A Modesty Blaise Adventure) — совместный британско-американский боевик 2004 года режиссёра Скотта Шпигеля. Действие картины происходит в Бухаресте (Румыния). Фильм вышел в прокат только на DVD. Премьера состоялась 23 марта 2004 года в Нидерландах.
Фильм рассказывает о молодых годах героини Модести Блэйз, которая была криминальным боссом, но в результате стала тайным агентом. Образ главной героини был создан Питером О’Доннеллом в классическом комиксе, выпускавшемся с 1963 по 2001 год, а также в серии романов.

## Сюжет
Её зовут Модести. Модести Блэйз. Её задача — клиенты казино. И она умеет видеть их насквозь. Она обведёт вокруг пальца любого, ведь удача и соблазн — неравные соперники. Но сейчас перед ней бандиты с оружием! А это значит, что теперь от колеса фортуны зависит её жизнь!

## Общая информация
Фильм с британской актрисой Александрой Стаден, исполняющей роль Модести, рассказывает о переломном моменте в жизни героини, произошедшем за некоторое время до начала событий, описываемых в комиксе.
Студия Miramax закончила производство фильма в 2002 году, но выпуск фильма задерживался больше года. Сообщалось, что компания сделала фильм, чтобы зарезервировать за собой права на съёмки фильмов о Модести. Полное название DVD звучит как «Квентин Тарантино представляет — Меня зовут Модести: Приключения Модести Блэйз», но неизвестно, какое именно участие в съёмках фильма принимал популярный режиссёр. Тарантино действительно появляется на DVD, где он берёт интервью у Питера О’Доннелла в одном из дополнительных материалов. Также известно, что Тарантино хотел снять свой собственный фильм о приключениях Модести Блэйз (фильм «Криминальное чтиво» содержит ссылки на героиню).
Изначально на режиссёрском кресле должен был оказаться один из продюсеров фильма Тед Николау, но Харви Вайнштейн передумал и дал шанс поставить фильм Скотту Шпигелю.
Фильм известен тем, что это первая история о Модести Блэйз, в которой основная сюжетная линия не была написана создателем оригинального комикса Питером О’Доннеллом. О’Доннелл написал все основные сюжетные линии комикса, каждый роман, а также его сюжет был взят за основу для двух предыдущих фильмов 1966 и 1982 годов. Хотя О’Доннелл и был консультантом при съёмках, но в разработке сюжета и основной сюжетной линии он участия не принимал, и у событий этого фильма нет аналогов в комиксах и романах.

## В ролях
| Актёр                  | Роль           |
| ---------------------- | -------------- |
| Александра Стаден      | Модести Блэйз  |
| Николай Костер-Вальдау | Миклос         |
| Рэймонд Крус           | Рафаэль Гарсия |
| Фред Пирсон            | профессор Лоб  |
| Валентин Теодосиу      | Генри Лауч     |
| Эуджения Юан           | Ирина          |
| Йон Хайдук             | высокий роллер |
| Богдан Думитреску      | Боутеллис      |
| Марчелло Кобзариу      | Чаропос        |
| Драгос Букур           | Янос           |
| Дан Астилину           | лидер группы   |

| Актёр               | Роль                  |
| ------------------- | --------------------- |
| Дамьен Онси         | сочувствующий мужчина |
| Михал Бисерикану    | Стэсси                |
| Оана Альбу          | беженка               |
| Ианку Мариуш Андрей | нападающий № 1        |
| Дэн Чириак          | Ишуа                  |
| Ана Мария Флореску  | Даниэль               |
| Иоана Гингина       | Эстелла               |
| Лаура Иордэч        | Оливетте              |
| Иримеску Николае    | нападающий № 2        |
| Бьянка Ана Тудорика | юная Модести          |
| Дьякону Влад        | нападающий № 3        |

## Съёмочая группа
- Скотт Шпигель — режиссёр
- Марсело Ансиано — продюсер
- Майкл Берроу — продюсер
- Тед Николау — продюсер
- Дженет Скотт Бачлер — сценарист
- Ли Бачлер — сценарист
- Питер О’Доннел — автор комиксов
- Виви Драган Василе — оператор
- Дебора Лури — композитор
- Мишель Харрисон — редактор
- Кристиан Никалеску — художник-постановщик
- Пол Берроу — исполнительный продюсер
- Майкл Сай — исполнительный продюсер
- Боб Вайнштейн — исполнительный продюсер
- Харви Вайнштейн — исполнительный продюсер
- Кэри Вудс — исполнительный продюсер
- Оана Паунеску — художник по костюмам
- Патрик Гирауди — звук
- Танос Казакос — звук
- Квентин Тарантино — презентер

## Отзывы
«Вне зависимости от своего происхождения, картина имеет все признаки кино, которое было срочно отправлено в производство с ограниченным бюджетом и со сценарием, который нуждался в значительной доработке. В отличие от фильма 1966 года, данная работа кажется невыносимо серьёзной, хотя должна быть забавным сексуальным шпионским триллером. Александра Стаден, её ноги, губы и холодные голубые глаза — всё это можно было использовать для создания сильной и загадочной главной героини. Вместо этого создатели фильма предлагают нам историю двух упрямых людей, играющих в рулетку на протяжении 60-ти минут, в то время как одна из них, Модести, рассказывает историю своего неспокойного детства. И это — наиболее неотразимые сцены в фильме. Ретроспективные кадры детства Модести — довольно банальный материал. Режиссёры обстоятельно объясняют, как Модести стала тем, кем стала. Развязка — короткая и неубедительная сцена рукопашного боя между Модести и Миклосом. В итоге, фильм лишь временами смотрибелен, но слишком мрачен» (оценка: 2/5) — Джош Ральске («Allmovie»).
«Этот фильм был в срочном порядке снят студией Miramax для того, чтобы застолбить за собой права на экранизацию комиксов о Модести. Данная работа является закуской перед основным блюдом. Картина только для поклонников Модести Блэйз или для тех, кому очень любопытно. Скромный производственный бюджет, скромные актёры и скромная постановка. Фильм получает рекомендацию от меня, но лишь скромную» (оценка: 3/5) — Винс Лео («Qwipster’s Movie Reviews»).
«В комиксе Смолвилль используют молодость Кларка Кента лишь в качестве фона. Модести Блэйз — фильм только о фоне. Положение заложницы, в котором она находится, не является чем-то уникальным или внушительным. Это слишком невнятное оправдание того, что она начала рассказывать про своё детство, которое даже не является основной историей фильма» (оценка: 1,5/5) — Кевин Карр («7M Pictures»).

## Релизы на DVD
- My Name Is Modesty (28 сентября 2004, Miramax) — английская звуковая дорожка; испанские субтитры; аудиокомментарии сценаристов, режиссёра и продюсера; фильм про создание образа главной героини; беседа с Питером О’Доннеллом; ретроспектива комикса Модести Блэйз; беседа с Квентином Тарантино и Скоттом Шпигелем.
- My Name Is Modesty (19 июня 2006, Buena Vista) — английская, немецкая, итальянская, испанская звуковые дорожки и аналогичные субтитры; беседа с Квентином Тарантино; аудиокомментарии; создание образа главной героини; беседа с Питером О’Доннеллом; ретроспектива комикса.